# Liste der Naturdenkmale in Naunhof

Wappen von Naunhof

Lage von Naunhof

In der Liste der Naturdenkmale in Naunhof werden die Einzel-Naturdenkmale, Geotope und Flächennaturdenkmale in der Gemeinde Naunhof im Landkreis Leipzig und ihren Ortsteilen Albrechtshain, Ammelshain, Eicha, Erdmannshain, Fuchshain und Lindhardt aufgeführt.
Bisher sind laut der angegebenen Quellen 2 Einzel-Naturdenkmale, 0 Geotope und 2 Flächennaturdenkmale bekannt und hier aufgelistet.
Die Angaben der Liste basieren auf Daten der Bekanntmachungs-Seite des Landkreises und den Daten auf dem Geoportal des Landkreises Leipzig.

## Definition
„Gesetz über Naturschutz und Landschaftspflege (BNatSchG), § 28 Naturdenkmäler:
 Naturdenkmäler sind rechtsverbindlich festgesetzte Einzelschöpfungen der Natur oder entsprechende Flächen bis zu fünf Hektar, deren besonderer Schutz erforderlich ist
1. aus wissenschaftlichen, naturgeschichtlichen oder landeskundlichen Gründen oder
2. wegen ihrer Seltenheit, Eigenart oder Schönheit.“

„SächsNatSchG, § 18 Naturdenkmäler (zu § 28 BNatSchG):
1. Die Erklärung nach § 22 Abs. 1 BNatSchG von Teilen von Natur und Landschaft als Naturdenkmal erfolgt durch Rechtsverordnung oder Einzelanordnung.
2. Über § 28 Abs. 1 BNatSchG hinaus können Naturdenkmäler zur Sicherung von Lebensgemeinschaften oder Lebensstätten von im Bestand gefährdeten oder streng geschützten Arten festgesetzt werden.“

## Legende
- Bild: zeigt ein vorhandenes Foto des Naturdenkmals.
- ND/GEO/FND-Nr: zeigt die jeweilige Nr. des Objekts – ND (Einzel-)Naturdenkmal, GEO Geotope oder FND (Flächen-Naturdenkmal)
- Beschreibung: beschreibt das Objekt näher
- Koordinaten: zeigt die Lage auf der Karte
- Quelle: Link zur Referenzquelle

## (Einzel-)Naturdenkmale (ND)
| Bild           | ND-Nr. | Ortsteil  | Alter | Beschreibung | Koordinaten                                      | Quellen                       |
| -------------- | ------ | --------- | ----- | --- | ------------------------------------------------ | ----------------------------- |
| Weitere Bilder | ND 94  | Fuchshain | unb.  | Flatterulme (Ulmus laevis) neben Verlauf Feldstraße südöstlich von Martinskirche in Fuchshain                                                                          | 51° 16′ 49″ N, 12° 32′ 12″ O (Flur-Nr. 120, 47a) | SG Naturschutz: VO 2013-09-03 |
| Weitere Bilder | ND 95  | Naunhof   | unb.  | Holzapfelbaum (Malus sylvestris) neben südlichem Zufluss des Klengelgrabens zum Grillensee östlich von Naunhof, Beleg ehemaliger Hutewald-Wirtschaft im Leipziger Raum | 51° 17′ 23″ N, 12° 36′ 23″ O (Flur-Nr. 1188/9)   | SG Naturschutz: VO 2020-07-15 |

## Flächennaturdenkmale
| Bild           | FND-Nr.   | Name                     | Beschreibung | Verordnet  | Fläche   | Koordinaten                  | Quellen                          |
| -------------- | --------- | ------------------------ | --- | ---------- | -------- | ---------------------------- | -------------------------------- |
| Weitere Bilder | l_la: 035 | Auewald am Wasserwerk II | geschütztes Auwaldgebiet am Flusslauf der Threne beim Wasserwerk II (westlich von Naunhof), westlicher Teil zur Gemeinde Belgershain (siehe), östlicher Teil zur Gemeinde Naunhof      | 03.03.1982 | 88906 m² | 51° 16′ 2″ N, 12° 34′ 5″ O   | Beschluss RdK Grimma 483/VIII/82 |
| Weitere Bilder | l_la: 040 | Threnaer Allee           | Wald-Baumallee mit Altbaumbestand von Eichen und Linden entlang des Weges der Threnaer Allee im Waldflurstück am Wasserwerk II Naunhof und dem Verlauf der Threne westlich von Naunhof | 03.03.1982 | 4.829 m² | 51° 16′ 10″ N, 12° 34′ 47″ O | Beschluss RdK Grimma 483/VIII/82 |